# ニコラス・ドミンゲス
ニコラス・マルティン・ドミンゲス（Nicolás Martín Domínguez, 1998年6月28日 - ）は、アルゼンチン・ブエノスアイレス州アエド出身のサッカー選手。ノッティンガム・フォレストFC所属。アルゼンチン代表。ポジションはMF。

## 経歴
スーペルリーガ・アルヘンティーナの2016-17シーズンに、CAベレス・サルスフィエルドのトップチームに昇格。以降出場機会を増やし、主力選手に定着。
2019年8月30日、ボローニャFCへの移籍が決定。2019-20シーズン中はローン移籍の形でベレスに残留。同シーズンはベレスで14試合5ゴールを記録し、2020年1月10日に正式にボローニャに加入。同月19日のエラス・ヴェローナFC戦で、移籍後初出場を果たした。
2023年9月1日、ノッティンガム・フォレストFCに移籍した。契約期間は5年間。背番号は16番。

## 代表経歴
2019年9月にアルゼンチン代表に初招集。5日のチリ戦で代表デビュー。同年10月13日のエクアドル戦で、代表戦初ゴールを決めた。

## タイトル
アルゼンチン
- コパ・アメリカ : 2021